# Chiesa di San Martino (Chiusi della Verna)
La chiesa di San Martino è un edificio sacro di Chiusi della Verna che si trova in località Compito.

## Descrizione
La chiesa, di stile romanico rurale, conserva una tavola d'altare quattrocentesca raffigurante la Madonna con il Bambino tra i Santi Francesco e Martino, di Neri di Bicci. L'arcaismo del pittore fiorentino è visibile nella profusione di ori e fregi nelle vesti delle figure, nell'intento di coprire una certa povertà d'ispirazione, sebbene siano inserite in un vasto paesaggio d'ispirazione rinascimentale. La tavola è avvicinabile per la somiglianza del paesaggio alla pala d'altare datata 1478, dipinta per la chiesa di San Marco a Volterra.